# Iancu Marinescu
Iancu Marinescu, (n. 1860, Pitești, Principatele Unite ale Moldovei și Țării Românești – d. 15 aprilie 1940, București, România) a fost un chitarist și solist de romanțe și cântece populare originar din Pitești din galeria lăutarilor din prima parte a sec. XX, așezat între lăutarii valoroși, a căror moștenire artistică a intrat în anonimatul specific virtuozilor de muzică populară și lăutărească.

## Biografie
S-a născut în jurul anilor 1860 în Pitești, provenind dintr-o veche dinastie de lăutari. 
Iancu Marinescu este considerat poate cel mai mare cântăreț român din perioada 1900-1920, necunoscându-se prea multe date despre el. A avut zeci de înregistrări la firmele Zonophone Record, Perfection Concert Record, Concert Record Gramophone, Universal Record, Polyphon Record, Lyrophon Record și Columbia Records.
Un bun exemplu poate fi melodia „La Copoul din Iași”. Pana astăzi această înregistrare era considerată a fi pierdută. 
Iancu Marinescu a înregistrat atât folclor muzical, cât și romanțe sau cântece obscene. A fost unul din singurii interpreți români, care a reușit să înregistreze numeroase discuri în acele vremuri.
A cântat cu cele mai bune orchestre ale perioadei, precum și cu cei mai vestiți lăutari, notabili fiind Mitică Guțescu din București, Alexandru Mâță, Iancu Constantinescu, Gheorghiță Simionescu, Barbu Ciolac sau Gheorghiță Dinicu din Pitești (unchiul marelui violonist Grigoraș Dinicu).
Ultimele înregistrări le face la mijlocul anilor '25-'26.
Se stinge din viață la 15 aprilie 1940 la București în vârstă de aproape 80 de ani.